# La Cité de la Mer
La Cité de la Mer ist ein Museum, das sich der Unterwasserforschung und der Tiefseeforschung widmet. Das Museum befindet sich im ehemaligen transatlantischen Hafenbahnhof von Cherbourg, der von der Eisenbahnstrecke Paris–Cherbourg angefahren wurde. Das Museum wurde am 29. April 2002 eingeweiht.

## Transatlantischer Hafenbahnhof

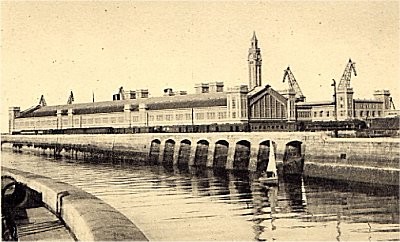
Der Hafenbahnhof im Jahr 1933

Der ehemalige transatlantische Hafenbahnhof mit seinem Art-déco-Gebäude wurde am 30. Juli 1933 von Präsident Albert Lebrun eingeweiht. Dem Gebäude wurde kurze Zeit später der Spitzname Notre-Dame des Queens gegeben, wobei Queens für den gleichnamigen Passagierdampfer steht.
Er wurde von den deutschen Verbänden am 23. Juni 1944 kurz nach der Landung der Alliierten in der Normandie gesprengt und im Jahr 1952 in Anwesenheit von Antoine Pinay erneut eingeweiht.
Seit über 70 Jahren wurde der ehemalige transatlantische Hafenbahnhof nicht mehr genutzt und auch teilweise zerstört, bevor der Rest des Gebäudes in den Jahren 1989 und 2000 in die Liste der historischen Denkmäler aufgenommen wurde.

## Museum

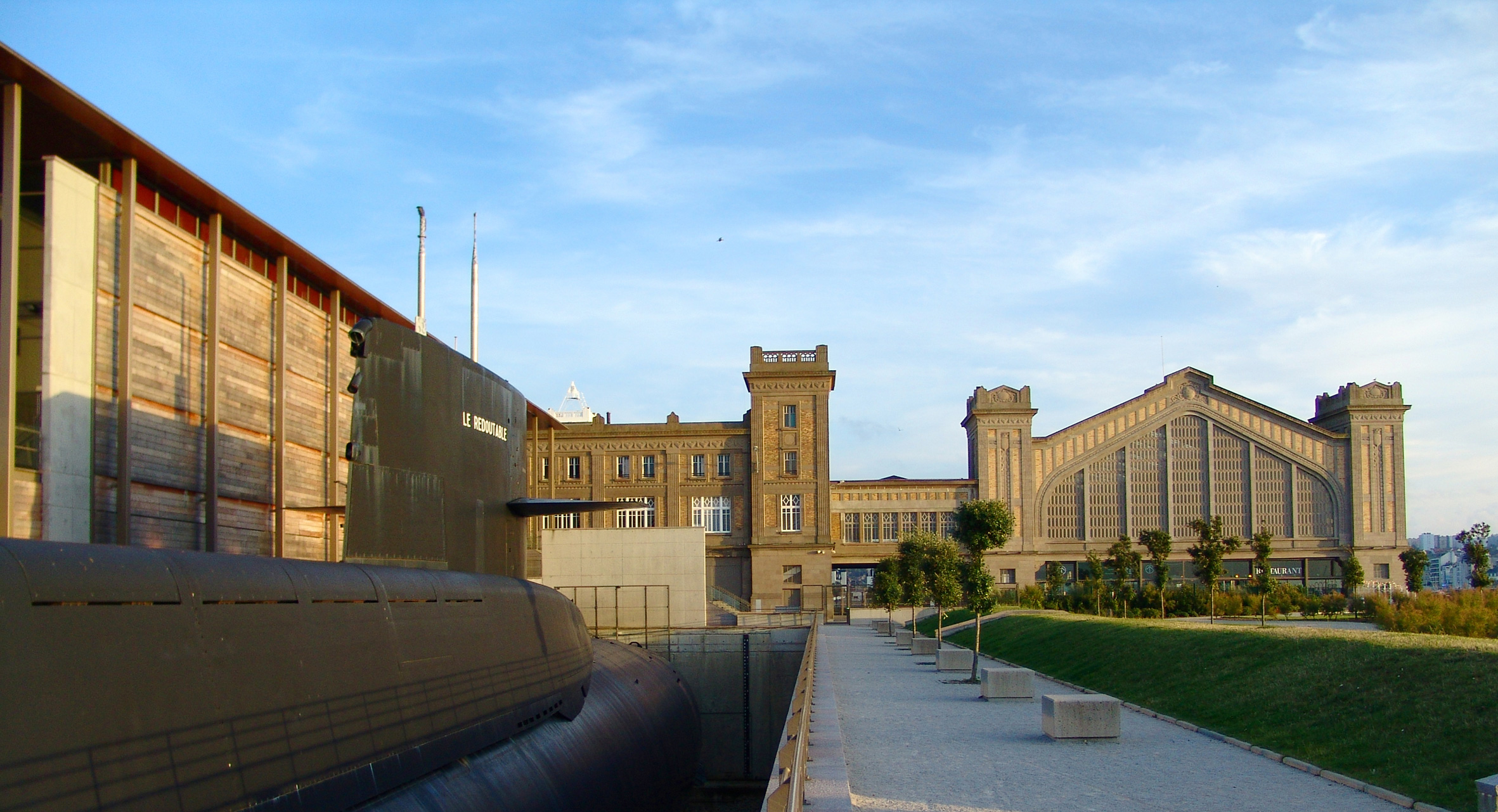
Atom-U-Boot Le Redoutable und die Nordfassade des ehemaligen Cherbourger transatlantischen Hafenbahnhofs

Nach der Außerbetriebsetzung des ersten französischen Atom-U-Bootes Le Redoutable wurde in Cherbourg die Idee geboren, das U-Boot in einem Museum auszustellen. Die französischen U-Boote wurden bzw. werden ebenfalls in Cherbourg gebaut.
Seit seiner Eröffnung ist das La Cité de la Mer sehr erfolgreich und nach der Abtei Mont-Saint-Michel die derzeit zweithäufigstbesuchte Sehenswürdigkeit des Départements Manche.

## Die Ausstellungen vonLa Cité de la Mer

### Titanic
Die Titanic lief Cherbourg auf ihrer Jungfernfahrt an. Die Räumlichkeiten ermöglichen es den Besuchern, die Reise nachzuempfinden und sich in die Epoche hineinzuversetzen.

### U-BootLe Redoutable

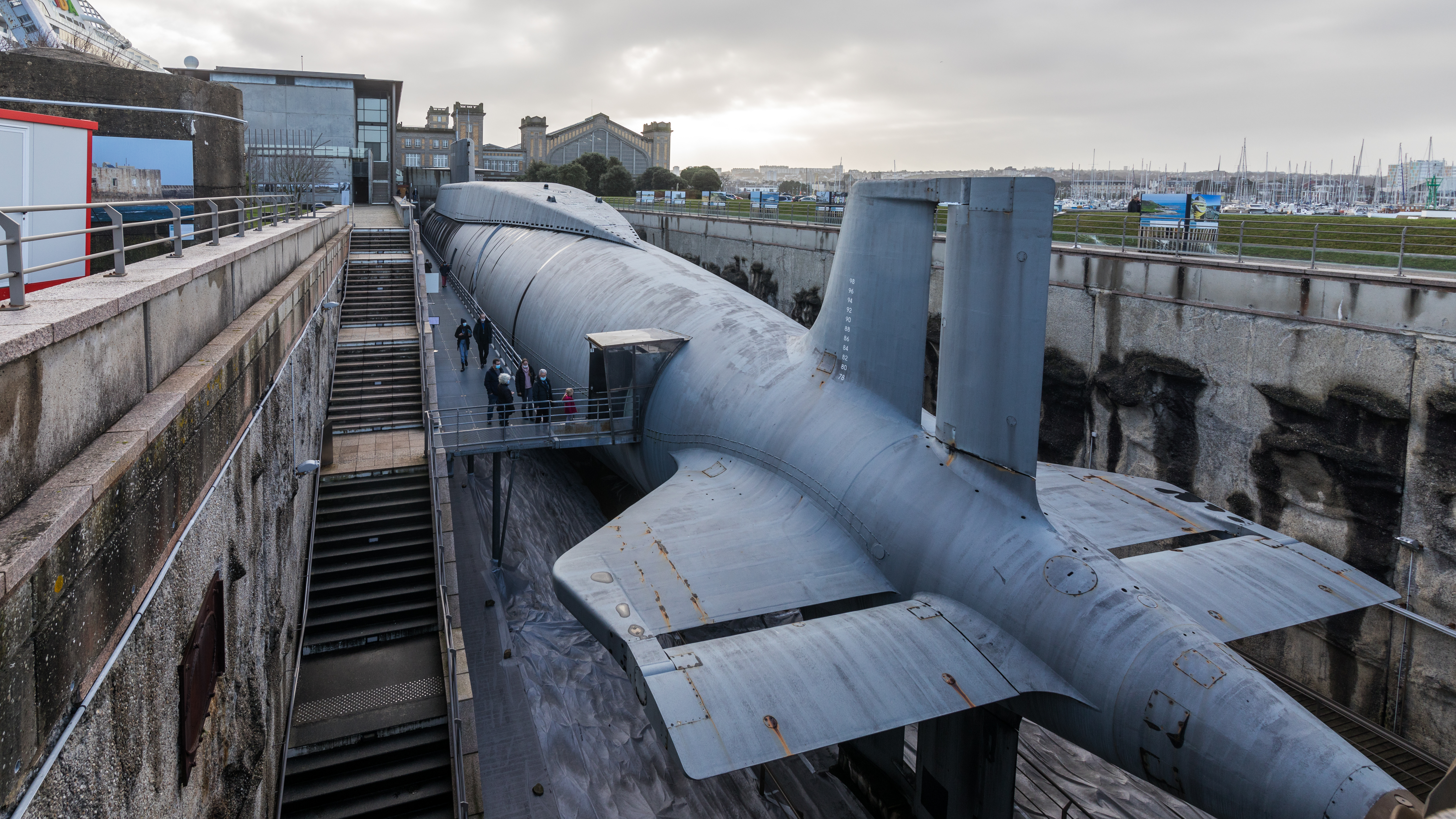
Le Redoutable

Die Redoutable ist das erste Atom-U-Boot der französischen Marine. Es wurde in Cherbourg gebaut, von dem französischen Präsidenten Charles de Gaulle am 29. März 1967 getauft und vom Stapel gelassen. Nach seiner Außerdienststellung 1991 ist es heute das größte Atom-U-Boot der Welt, das besichtigt werden kann.

### Tiefsee

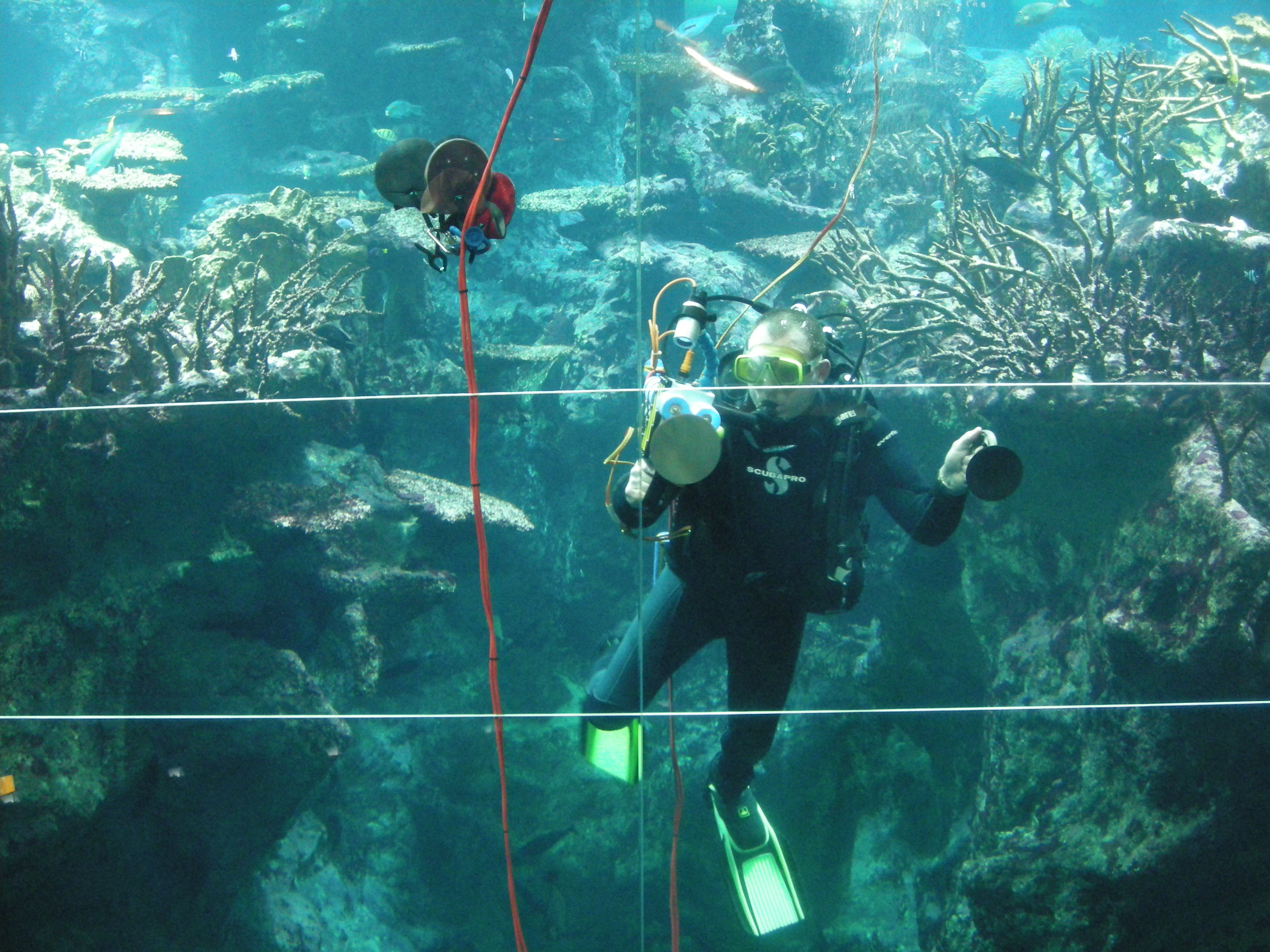
Im Tiefaquarium

17 Aquarien (eines davon 10,7 m tief) mit mehr als 1000 Fischen zeigen, wie sich der Mensch von der Welt der Fische inspirieren ließ (siehe Bionik), um neue Forschungsgeräte zu entwickeln und weiter in die Tiefe zu tauchen.

### Ausrüstungsgegenstände und Geräte

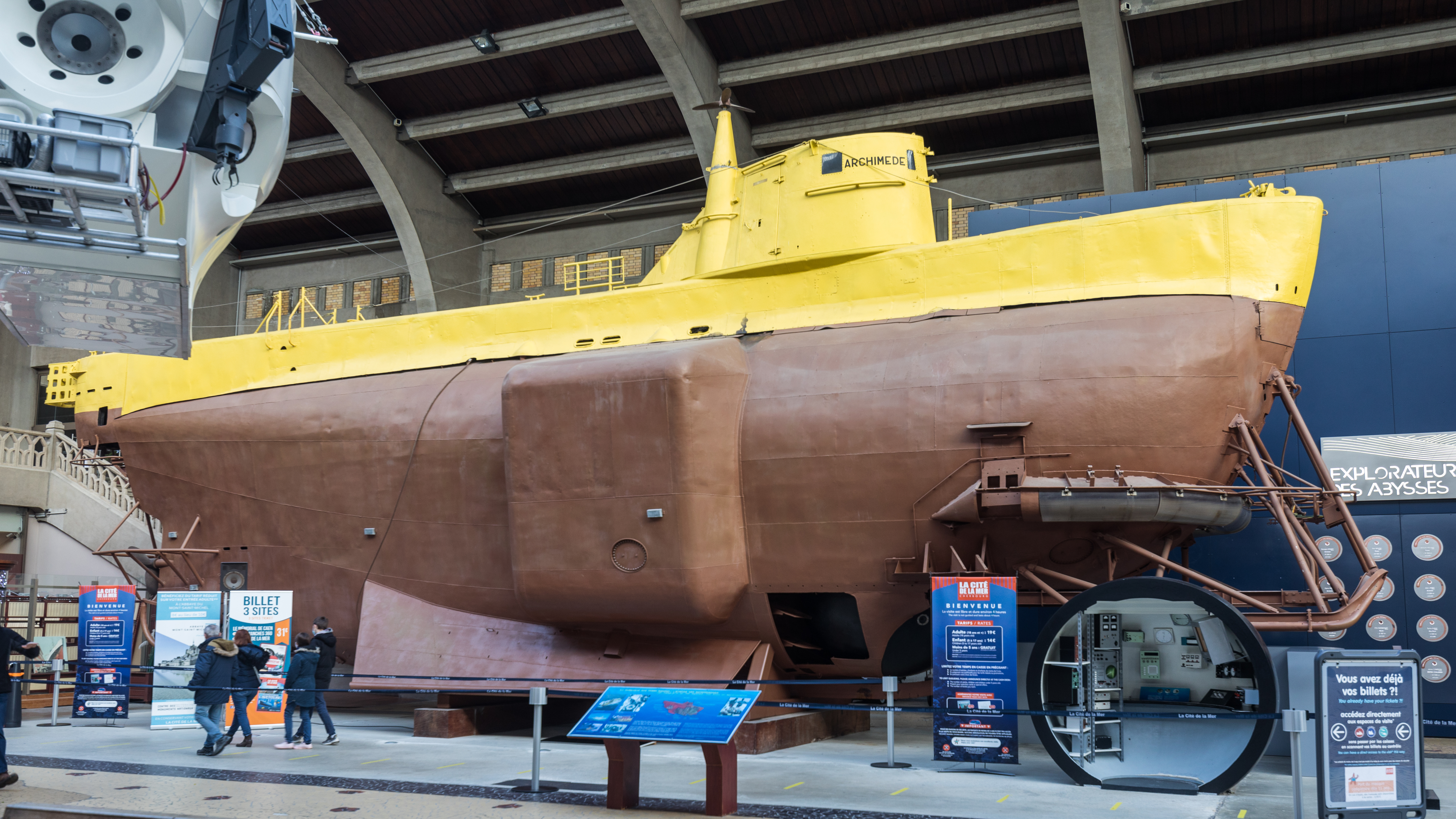
Tauchboot Archimède

Es existiert eine Ausstellung von internationalen Unterwassergeräten (bzw. deren Modellen), die dem Museum zur Verfügung gestellt worden sind, darunter Alvin, Mir, Nautile und Bathysphäre. Es werden auch die Menschen vorgestellt, die diese Geräte entwickelt oder getestet haben.
Der vom nationalen Marinemuseum zur Verfügung gestellte Bathyskaph Archimède kann ebenfalls besichtigt werden. Er erreichte im Kurilengraben eine Tiefe von 9.545 m.
Des Weiteren sind industrielle U-Boote des COMEX ausgestellt.
Im Jahr 2004 wurde Cherbourg von den Vereinigten Staaten als einziger ausländischer Erinnerungsort an den Sezessionskrieg anerkannt. Im Jahr 1864 wurde ein Seegefecht zwischen der Alabama und der Kearsarge vor Cherbourg ausgetragen. Eine Kanone der Alabama ist im Empfangsraum ausgestellt.

### Virtuelles Meeresforschungsabenteuer
Seit dem April 2008 ist es möglich, an einer sogenannten virtuellen Forschungsreise in der Tiefsee und am Meeresboden teilzunehmen („Wir haben den Ozeanboden betreten“). Die Museumsbesucher können dies in vier Kleingruppen je 15 Personen parallel erfahren. Dabei werden wiederholt Teile einer Filmhandlung gezeigt, in der Forscher eine neue Expedition vorbereiten, wobei als Ziel dann die Museumsbesuchergruppe als neues Forschungsteam ausgesucht wird. Die Gruppen gehen immer wieder in andere Räume oder Kabinen, in denen dann zunächst einfache Tests wie Stehen in schrägen und wackligen Räumen durchgeführt sowie einige Handzeichen zur Kommunikation gezeigt werden. Schließlich wird dann ein scheinbares U-Boot betreten, die Besucher sehen in einem großen Fenster virtuell die Tiefsee. Am Ende wird in einem Film nochmals der Forschungschef bei einer Pressekonferenz gezeigt. In seine Präsentation sind dann Aufnahmen der Besuchergruppe während des vorigen Rundgangs eingefügt, so dass die Museumsbesucher sich selbst als Teil der Forschungsgruppe sehen können.
Das Programm ist vor allem auch für Familien geeignet.

## Mediathek
Im Empfangsraum befindet sich die Mediathek, die für alle Besucher zugänglich ist. Sie stellt dem Publikum umfangreiche Dokumentation über die Unterwasser- und Tiefseewelt zur Verfügung, und auch über den ehemaligen transatlantischen Hafenbahnhof von Cherbourg.
Mehr als 3.120 Bücher, 18.000 Zeitschriftartikel und 230 DVDs sind in französischer und englischer Sprache verfügbar. In der Mediathek befinden sich außerdem Dokumentationen und Filme mit funktionalem Hintergrund zu diesen Themen.

## Film
- Mathias Haentjes, Regie: Ozeanriesen – Goldene Jahre. Dokumentation über die Epoche der Atlantik-Liner, Deutschland, 2019, Radio Bremen, 52 Min. (Bild- und Filmmaterial zur Titanic, Britanic (Wrack), aus Cherbourg vom Gare Maritime, aus den Hapag-Hallen in Cuxhaven, zur Queen Mary 2, Normandie, United States – Philadelphia, Ex-Astoria – dem ältesten fahrenden Pass.schiff dieser Kategorie. Informationen des Senders arte, abgerufen am 27. Feb. 2020)